# Bronisław Dutka
Bronisław Dutka (Pisarzowa; 15 de Agosto de 1957 — ) é um político da Polónia. Ele foi eleito para a Sejm em 25 de Setembro de 2005 com 5469 votos em 14 no distrito de Nowy Sącz, candidato pelas listas do partido Polskie Stronnictwo Ludowe.
Ele também foi membro da Sejm 1991-1993 e Sejm 2001-2005.